# Zone archéologique de Rio Tavana
La zone archéologique du Rio Tavana est un site archéologique situé le long du ruisseau du même nom dans la commune de Lecce nei Marsi, province de L'Aquila dans les Abruzzes.

## Village néolithique de Rio Tana

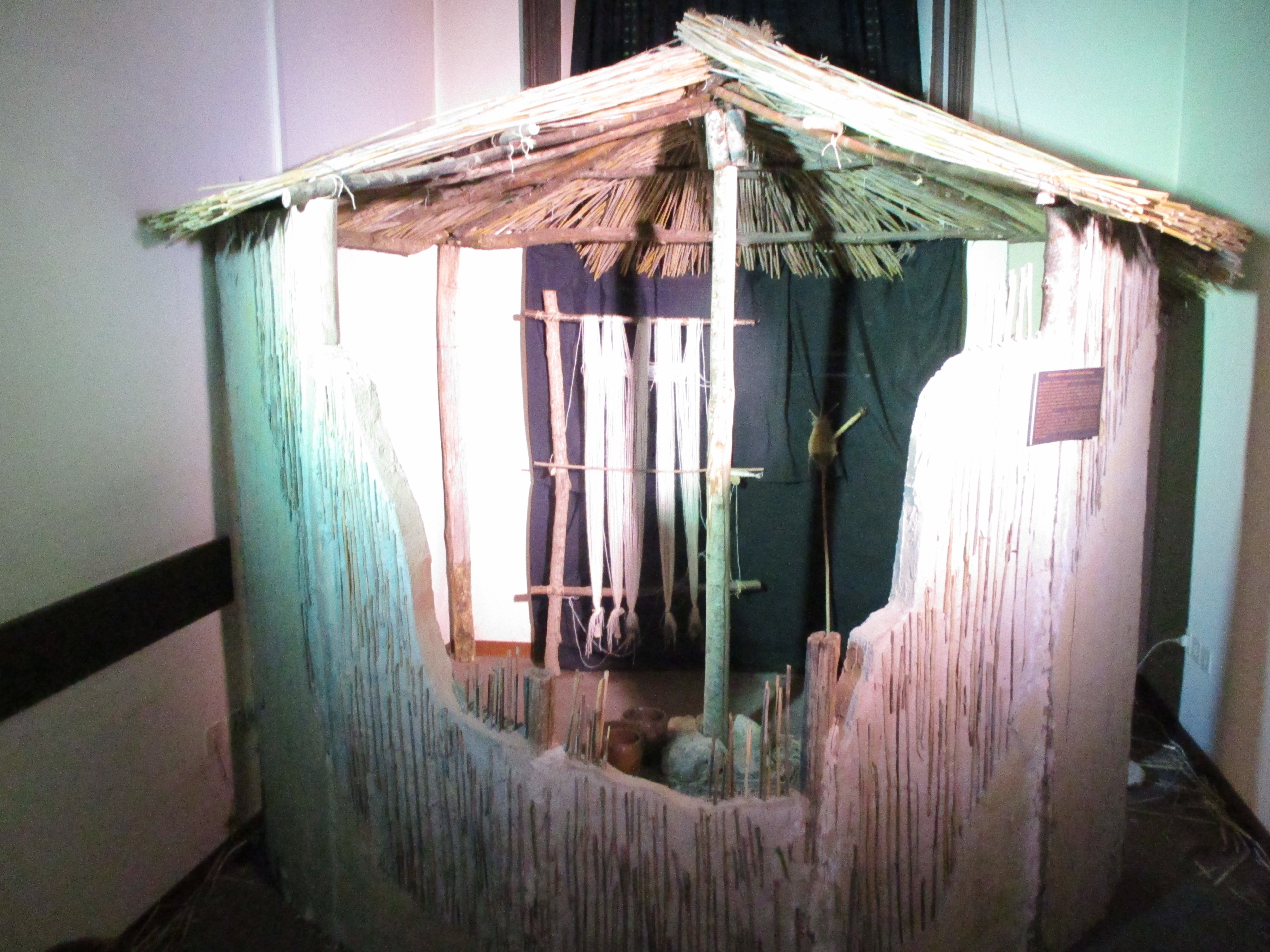
Reconstruction d'une cabane néolithique à Fucino.

Près du cours du torrent Tavana, au-delà de la vallée de Santa Lucia à Lecce nei Marsi, au nord-est du site d'intérêt archéologique de la vallée de l'Amplero, ont été mises au jour les traces d'un village primordial attribuable au Néolithique ancien, remontant à vers 6800 av. J.-C., appelé « village de Rio Tana ». Les fouilles ont commencé en 1985, à la suite d'un glissement de terrain provoqué par une inondation. Auparavant, les travaux réalisés dans les années 1960 pour réguler le cours d'eau avaient déjà favorisé l'érosion de la rive gauche. Les premières découvertes attestent d'un changement dans le modus vivendi des bandes nomades, vraisemblablement venues des Pouilles contemporaines, devenues sédentaires. Les hommes sont passés de chasseurs occasionnels à éleveurs et agriculteurs, vivant en permanence dans le village fucin et modifiant également leurs habitudes alimentaires. Dans cette période est attestée l'élévation du niveau de l'eau du lac endoréique, qui a probablement fluctué entre 665 et 675 m  au-dessus du niveau de la mer, bien au-delà de la délimitation du noyau urbain contemporain d'Ortucchio ; les premiers habitants du village de Rio Tana mangeaient donc aussi du poisson. La cabane, située en bordure de terrasse, a été surélevée en faisant des trous dans le sol dans lesquels les poteaux en bois étaient fixés à l'aide de pierres et de mortier. Les murs étaient plutôt construits avec de l'argile, de la paille et des tissages de bois. Parmi les diverses découvertes, une rare aiguille en os, des silex de faucilles , des fragments de meules et divers outils dont l'usage était lié à la culture ont refait surface.

## Castelluccio et le vicus Anninus
L'ancien centre fortifié de Castelluccio, situé sur une colline du mont Cirmo, s'élève à 1 095 m  d'altitude au sud-ouest de la vallée du Macrano, une petite gorge située au-delà du secteur sud-est de la plaine du Fucin, parmi les territoires communaux de Lecce nei Marsi et Gioia dei Marsi. Le site offrait, dans la région des Marses, des témoignages d'une continuité de fréquentation depuis la période italique jusqu'au Moyen Âge.
Le vicus Anninus serait lié à la famille noble située dans la zone de confluence du Rio Emma avec le ruisseau Tavana. Le noyau fortifié du Mont Cirmo, datant du IVe siècle av. J.-C., constituait très probablement l'acropole du vicus. À l'époque romaine, le centre, où vécut Aulo Virgio Marso (it) après sa carrière militaire au Ier siècle, dépendait du municipe de Marruvium. Près de l'ancienne église de San Martino in Agne, dans laquelle « Agne » serait la forme corrompue du toponyme médiéval « Anninus » (« Annio ») et dont seul reste debout le clocher, se trouvait un sanctuaire dédié à Valétudo situé à environ 750 m  d'altitude. Des localités de Castelluccio et Taroti, diverses découvertes ont été découvertes telles que des épigraphes, des fragments de statuettes en bronze telles que des parties de pieds et de mains, des antéfixes décorés, des pointes de javelot, des fragments de céramiques et de majoliques. Le site est dominé par les ruines de Lecce Vecchio, une forteresse médiévale construite à 1 278 m d'altitude sur un site préromain préexistant.